# Eduardo Rodríguez Canedo
Eduardo Antonio  Rodríguez Canedo 22 de agosto de 1940 - 12 de mayo de 1997, apodado el Chino, fue un piloto argentino de automovilismo, que corrió en el TC y de otras categorías de Argentina. Falleció en 1997 a causa de un ataque cardíaco.
Su hijo, conocido como el Chinito, posee el mismo nombre que su padre y también es piloto.

## Biografía
Fue uno de los pilotos que corrieron la Marathon de la Route de Nürburgring en el año 1969 con el Torino n°2, junto a Jorge Cupeiro y a Gastón Perkins, la mecánica que llevaron a Alemania los argentinos estaba en manos de Oreste Berta. Ganó el Campeonato de Nacional de Turismo de 1964 (Clase C) y de 1967 (Clase E), y el Desafío de los Valientes en 1971 y 1972.